# Ryan McCartan
Ryan McCartan (Minnesota, 14 de junio de 1993) es un actor, cantante y compositor estadounidense, más conocido por su papel recurrente en la serie original de Disney Channel Liv and Maddie, donde interpreta a Diggie Smalls. En 2016 sacó una película junto a Victoria Justice llamada The Rocky Horror Picture Show: Let's Do the Time Warp Again. A los 19 años de edad ganó el premio Jimmy, una mención de honor a los estudiantes de la Escuela Nacional Superior de Música y Teatro.

## Carrera
McCartan comenzó su carrera con un rol secundario en Disney's High School Musical en 2007. En 2011 fue ganador del Jimmy Award, el mayor honor dado solo a dos estudiantes en el National High School Musical Theater Awards.[cita requerida]
En 2013 McCartan empezó a interpretar el rol recurrente de Diggie en la serie de comedia de Disney Channel Liv and Maddie. En 2015 estelarizo en la película lanzada a DVD R.L. Stine's Monsterville: Cabinet of Souls. En 2016 McCartan fue elegido para interpretar el papel principal en la película musical lanzada en televisión por Fox The Rocky Horror Picture Show: Let's Do the Time Warp Again. como Brad Majors
En mayo del 2015 Dove Cameron anunció que ella y McCartan estarían formando un dúo pop y que lanzarian su primera canción original. En septiembre del 2015, anunciaron que el nombre del grupo se llamaría The Girl and the Dreamcatcher, lanzandose su primer video en octubre de ese mismo año. El 11 de septiembre del 2018, McCartan hizo su debut en Broadway como Fiyero en el musical Wicked.

## Vida personal
McCartan nació en Excelsior, Minnesota. Su padre, Conn McCartan, era el director en Eden Prairie High School in Eden Prairie, Minnesota hasta que se retiró en 2018. Ryan McCartan asistió a Minnetonka High School in Minnetonka, Minnesota, donde fue activo en teatro y coro.[cita requerida]
McCartan empezó una relación con Dove Cameron Anunció oficialmente que Cameron y él se comprometieron el 14 de abril de 2016, pero su relación terminó en octubre del 2016.

## Filmografía

### Cine
| Año  | Título                                      | Papel           | Notas        |
| ---- | ------------------------------------------- | --------------- | ------------ |
| 2015 | "lost an la"                                | Liam            | Protagonista |
| 2015 | R.L. Stine's Monsterville: Cabinet of Souls | Hunter          | Protagonista |
| 2015 | Summer Forever                              | Liam            | Protagonista |
| 2016 | "Emma's Chance"                             | Jacob Murphy    | Secundario   |
| 2016 | "The Standoff"                              | Farrell Bennett | Protagonista |
| 2016 | Rocky Horror Picture Show                   | Brad Majors     | Protagonista |

## Teatro
| Year      | Title                | Role              | Note                             |
| --------- | -------------------- | ----------------- | -------------------------------- |
| 2013–2014 | Heathers:The Musical | Jason Dean "J.D." | Off-Broadway en New World Stages |
| 2018      | Wicked               | Fiyero            | Broadway en Gershwin Theatre     |
| 2020      | Frozen               | Hans              |                                  |

### Televisión
| Año       | Título            | Papel                    | Notas                               |
| --------- | ----------------- | ------------------------ | ----------------------------------- |
| 2013      | The Middle        | Ryan                     | Episodio: "Valentine's Day IV"      |
| 2013-2017 | Liv and Maddie    | Diggie Smalls            | Papel recurrente                    |
| 2013      | Monday Mornings   | Daniel                   | Episodio: "The Legend and the Fall" |
| 2014      | Last Man Standing | Matt                     | Episodio: "Tasers"                  |
| 2014      | Royal Pains       | William "Cinco" Phipps V | 4 episodios                         |
| 2015      | Austin & Ally     | Billie                   | Episodio: "Duos & Deception"        |